# Luật bóng chày
Luật bóng chày có đôi chút khác biệt tùy theo giải đấu, nhưng nhìn chung đều có chung các quy định chơi cơ bản.

## Cách chơi

Sơ đồ của một sân bóng chày kim cương.

Trò chơi diễn ra giữa 2 đội, mà trong suốt trận đấu, sẽ thay phiên nhau tấn công và phòng thủ. Một mùa bóng diễn ra suốt nhiều tháng bởi nhiều đội, gọi là liên đoàn (league). Mỗi đội trong liên đoàn đấu với mọi đội khác thuộc liên đoàn một số lần cố định, chứ không phải là luân phiên đấu (cơ chế round robin). Cuối mùa bóng, đội thắng nhiều nhất sẽ là vô địch của mùa.
Mục tiêu của trò chơi là ghi điểm, gọi là run theo ngôn ngữ của bóng chày. Đội có nhiều run nhất tại cuối trận đấu sẽ thắng. Một run được ghi khi mà cầu thủ, trong khi tấn công, có thể đi qua hết các chốt (base), tạo thành một hình vuông gọi là kim cương.
Bóng chày dùng quả bóng màu trắng (dù màu khác vẫn có thể dùng) với viền đỏ cỡ bằng kích thước 1 nắm tay. Bóng mềm dùng banh trắng hay vàng (hay dùng hơn) với viền trắng cỡ bằng 2 nắm tay. Mỗi đội gồm 9 hoặc 10 người chơi. Góc của sân bóng kim cương nơi diễn ra trận đấu được đặt tên theo thứ tự ngược chiều kim đồng hồ như sau: chốt nhà (home plate), chốt 1, chốt 2 và chốt 3.
Để bắt đầu trò chơi, đội nhà chơi phòng thủ trước, có 9 cầu thủ phòng thủ ra sân, cố gắng để ngăn cầu thủ đội khác ghi điểm. Đội khách chơi tấn công trước, vì thế sẽ cố gắng ghi điểm run. Run được ghi như sau: bắt đầu từ vị trí dĩa nhà, mỗi cầu thủ tấn công sẽ cố gắng lấy được quyền để chạy (ngược chiều kim đồng hồ), đến căn cứ kế tiếp, và chạm người vào căn cứ ở tại góc đó, tiếp đến căn cứ kế tiếp (theo trật tự), và cuối cùng trở về chốt nhà, khi đó là một điểm (run) đã được ghi. Để có được quyền chạy, sẽ nói ở dưới.
Trước khi có thể chạy đến các căn cứ, cầu thủ phòng thủ làm vai trò ném bouce (pitcher) sẽ đứng ở trung tâm của sân kim cương ở vị trí định sẵn, gọi là mô đất (mound) hay rubber - để ám chỉ hình chữ nhật nằm ở trung tâm của mô đất. Tám (hay chín) người chơi còn lại đứng ở trong sân, đồng thời với ngưới ném bóng, chiếm các vị trí khác nhau.
Cầu thủ tấn công được gọi là người đánh (batter) đứng ở tại dĩa nhà, cầm cây gậy (dài, cứng, đường kính khoảng 2 inch (5 centimeters), chưa tính tay cầm, tay cầm đường kính dài khoảng 1-inch (2.5 centimeters), làm bằng gỗ hay nhôm tùy thuộc vào phiên bản của trò chơi. Người đánh banh đợi người ném bóng ném trái banh về phía dĩa nhà. Tại thời điểm thích hợp, người ném banh ném banh, về phía người đánh, người này sẽ cố gắng đánh trái banh đi bằng cây gậy. Nếu người đánh banh đánh trúng trái banh, thì ngay lập tức bỏ cây gậy xuống, và bắt đầu chạy về phía gôn 1. Còn có nhiều cách khác để có thể có quyền chạy về căn cứ, như là đi bộ khi bị ném banh trúng người.
Khi người đánh bắt đầu chạy, anh ta sẽ được gọi là người chạy (runner). Tại thời điểm này, người chạy sẽ cố gắng để chạy về phía gôn 1, khi đến được thì gọi là an toàn (safe), còn không thì gọi là bị loại (out). Khi bị loại, người chạy phải rời khỏi sân (trở về hàng ghế), nơi mà các cầu thủ dự bị và huấn luyện viên đang quan sát trận đấu.
Có nhiều cách để đội phòng thủ có thể loại một cầu thủ tấn công. Nhưng để đơn giản, chỉ đưa ra ở đây 5 cách đơn giản nhất:
1. Strike-out: khi đang còn ở dĩa nhà, cầu thủ đánh banh không thể kiếm được quyền để chạy tới căn cứ. Strike-out xảy ra khi người ném banh cản trở thành công nỗ lực đánh banh của người tấn công.
2. Ground out: khi người đánh banh đánh banh xuống đất, mà cầu thủ phòng thủ có thể lấy được banh, và ném về phía cầu thủ phòng thủ khác đang đứng ở căn cứ đầu tiên trước khi runner chạy kịp đến cơ sở đó.
3. Force out: xảy ra khi runner bắt buộc phải chạy về căn cứ (theo quy định) nhưng không đến kịp trước khi banh đến được tay cầu thủ phòng ngự đứng tại căn cứ đó. Loại "ground out" là một trong nhiều kiểu của loại "force outs."
4. Fly out: xảy ra khi người đánh banh đánh thành công trái banh lên không trung, nhưng cầu thủ phòng ngự có thể chụp được trước khi nó rơi xuống đất, thì sẽ bị loại.
5. Tag out: trong khi đang còn ở giữa 2 căn cứ, runner sẽ bị loại nếu cầu thủ phòng ngự, đang cầm banh, chạm được vào người của runner.

Một trận bóng chày được chia thành nhiều lượt đấu (innings), nơi mỗi đội sẽ thay phiên nhau tấn công và phòng thủ, và ngược lại. Một lượt đấu kết thúc khi có 6 lần bị loại (outs) xảy ra, 3 lần cho mỗi đội. Khi đội phòng thủ loại được 3 cầu thủ tấn công, vai trò mỗi đội sẽ được hoán đổi - phóng thủ chuyển sang tấn công và ngược lại. Tùy thuộc vào loại bóng được dùng, mỗi đội có thể có tối đa 9 cơ hội để ghi điểm (runs).